# Macropsis benguetensis
Macropsis benguetensis är en insektsart som beskrevs av Baltasar Merino 1936. Macropsis benguetensis ingår i släktet Macropsis och familjen dvärgstritar. Inga underarter finns listade i Catalogue of Life.